# تماسيح النيل
تماسيح النيل هو فيلم مصري كوميدي من إخراج سامح عبد العزيز وتأليف لؤي السيد وبطولة بيومي فؤاد،مصطفى خاطر،حمدي الميرغني،هنادي مهنا ومحمد ثروت .من المقرر عرض الفيلم في صالات السينما  في 26 يناير 2022.

## نبذه
تدور أحداث الفيلم في رحلة نيلية على مركب وتحدث عملية نصب غير متوقعة لأحد ركاب المركب، وتتوالى بعدها الأحداث في إطار كوميدي للكشف عن الحقيقة.